# Medievidenskab
Medievidenskab er den videnskab, der beskæftiger sig med de moderne massemediers historie, opbygning og effekter på individ og samfund ved at se medierne i en historisk, politisk, social og kulturel kontekst.
I begyndelsen var medievidenskaben et forskningsområde indenfor både humaniora og samfundsvidenskab, men nu er den blevet en selvstændig disciplin, der dog henter sin inspiration fra andre videnskaber såsom sociologi, økonomi, informationsvidenskab, kunstteori, filosofi og kommunikationsvidenskab. Fakultært hører medievidenskaben oftest til humaniora.
I Danmark er der uddannelser medievidenskab ved Aarhus Universitet og Syddansk Universitet (Odense), mens uddannelsen på Københavns Universitet benævnes film- og medievidenskab. Bacheloruddannelsen i medievidenskab varer 3 år, mens kandidatuddannelsen, der giver titlen cand.mag. i medievidenskab, varer yderligere 2 år.